# Uwe Liebehenschel

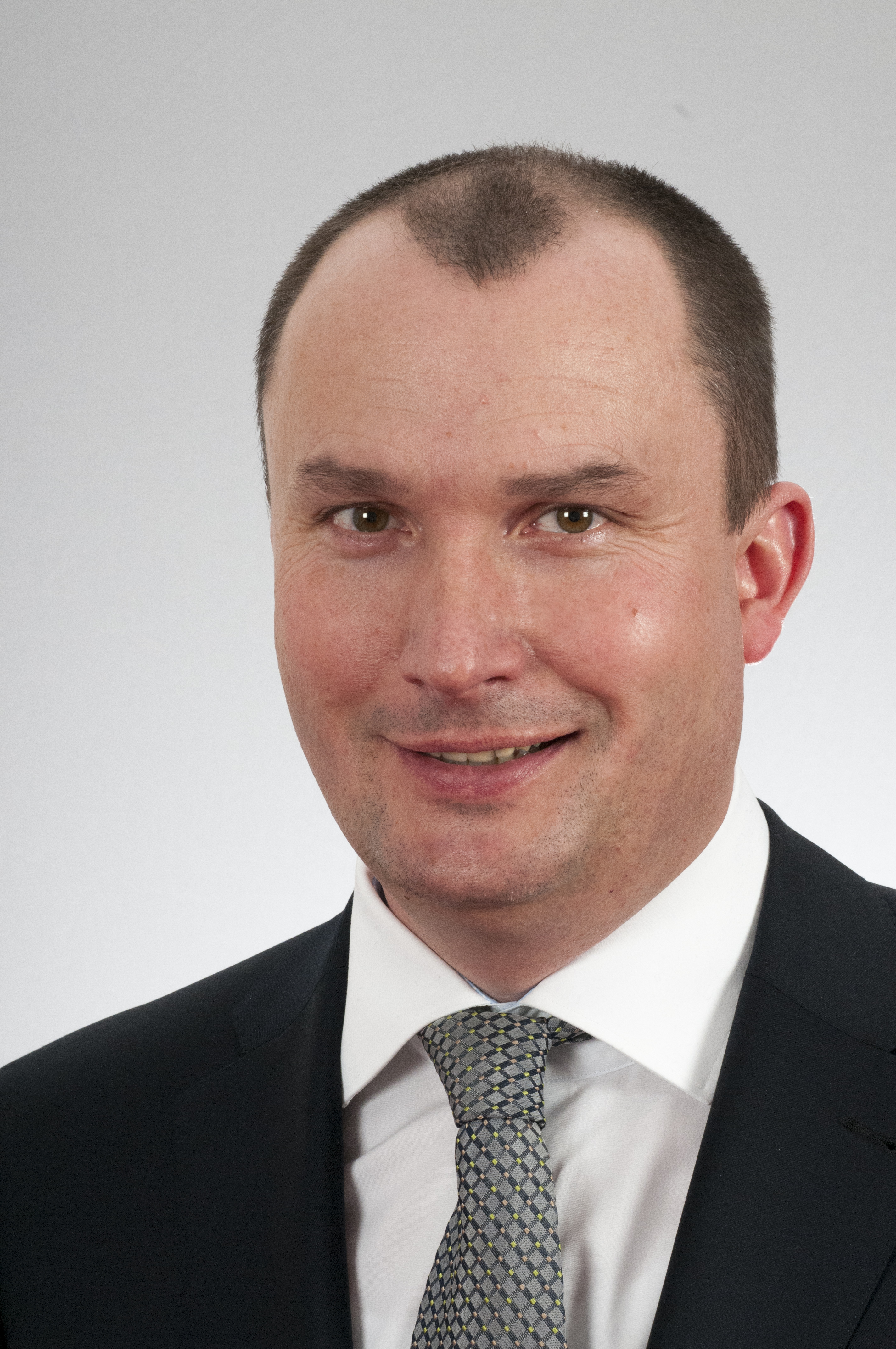
Uwe Liebehenschel, 2016

Uwe Liebehenschel (*  24. April 1971 in Ost-Berlin) ist ein deutscher Politiker (CDU) und zwischen 2015 und 2019 Mitglied des Landtags Brandenburgs.

## Biografie
Uwe Liebehenschel studierte nach dem Abitur in Bernau und Wehrdienst in der Nationalen Volksarmee von 1990 bis 1996 Maschinenbau an der Technischen Universität Berlin. Seitdem ist er – mit kurzer Unterbrechung – geschäftsführender Gesellschafter eines Metallbauunternehmens.

## Politik
Nach der Wende übernahm Liebehenschel 1992 bis 1995 die Funktion des Vorstehers des Niederbarnimer Wasser- und Abwasserzweckverbands (NWA), der gerade gegründet worden war.
Uwe Liebehenschel gehörte für seine Partei von 1998 bis 2003 der Gemeindevertretung in Basdorf an. Seit der Bildung der Großgemeinde Wandlitz (2003) ist er dort Mitglied der Gemeindevertretung und seit 2012 deren Vorsitzender. Ein Mandat im Kreistag des Landkreises Barnim hat er seit 2008 inne. 2011 bis 2015 war er Kreisvorsitzender der CDU Barnim. Im Juni 2015 rückte er für den Abgeordneten Ludwig Burkardt in den brandenburgischen Landtag nach und war dort Mitglied des  Haushaltskontrollausschusses.